# Doriopsilla areolata
Doriopsilla areolata är en snäckart som först beskrevs av Bergh 1880.  Doriopsilla areolata ingår i släktet Doriopsilla och familjen Dendrodorididae. Inga underarter finns listade i Catalogue of Life.

## Bildgalleri

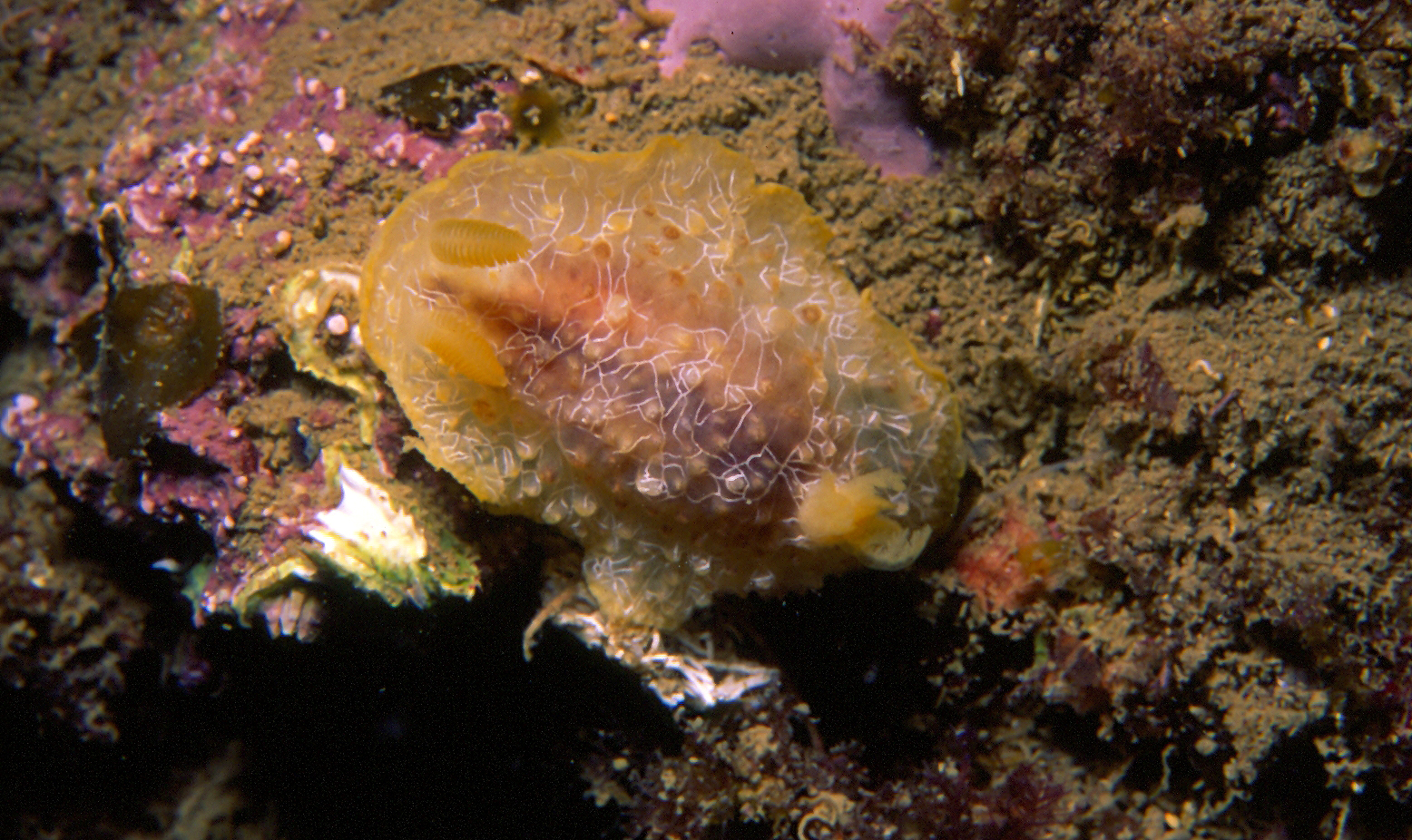